# Sergio Birga

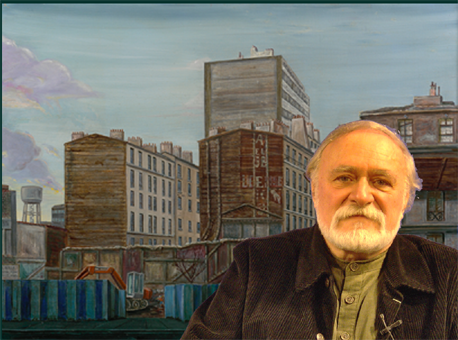
Sergio Birga, 2010

Sergio Birga (* 10. Juli 1940 in Florenz; † 26. August 2021 in Cannes) war ein italienischer Maler und Grafiker, der ab 1965 in Paris lebte und tätig war.

## Leben und Werk
Sergio Birga wurde 1940 in Florenz geboren und wuchs in einer kleinbürgerlichen Familie auf. Seit seiner Jugend zeichnete er, mit 19 fertigte er erste Gemälde an.
Sergio Birga studierte zunächst an der Scuola d´Arte in Florenz. Nach seinem Studienabschluss zog er 1965 nach Paris, wo er an der École des Beaux-Arts im Atelier von Lucien Coutaud Grafik (Radierung) studierte und sich insbesondere der Technik des Holzschnitts widmete.
1967 lernte Sergio Birga seine spätere Frau Annie in Paris kennen und beschloss, sich in Paris niederzulassen.
Bis 1968 ist sein Werk geprägt von einer lebhaften, teils bereits politischen Gesellschaftskritik sowie autobiografischen Arbeiten. Ab 1963 beschäftigte er sich zudem intensiv mit literarischen Themen und illustrierte unter anderem dramatische Episoden der Erzählungen von Franz Kafka, mit denen er sich auch in der Folgezeit immer wieder auseinandersetzt. Einzelne Grafiken wurden 2022 im „Album Kafka“ in der renommierten Pléiade-Reihe des Gallimard-Verlages abgedruckt. Die Literatur inspirierte ihn Zeit seines Lebens. Neben Werken von Kafka illustrierte er Werke von Rainer Maria Rilke oder Karel Čapek und fertigte für den Dichter und Philosophen Dominique Thiébaut Lemaire Radierungen an.
Sergio Birgas figurative Werke werden ab Mitte der 1960er-Jahre zudem deutlich politischer: er widmete sich ab 1967 Themen wie dem Vietnamkrieg oder der Studentenbewegung im Mai 1968. Nach 1968 entwarf er Theaterplakate und zeichnete Karikaturen für politische Zeitschriften. Von 1969 bis 1975 war Birga Mitglied des Komitees des „Salon de la Jeune Peinture“, das jährlich eine Ausstellung in Paris organisierte und aktuelle gesellschaftliche und politische Fragen thematisierte.
Ab den 1970er-Jahren fand das Motiv der sich verändernden Stadt zunehmend Eingang in sein Werk. Nachfolgend waren seine Werke immer wieder in Einzel- und Gruppenausstellungen zu sehen.
In den 1980er-Jahren wandte sich Sergio Birga der sogenannten Pittura colta in Tradition der klassischen italienischen Malerei zu und malte antikisierende Architekturen, Gärten, Statuen und mythologische Figuren.
Die vorherrschenden Themen in seinen späteren Werken sind Stadtansichten. Es entstanden unterschiedliche Gemäldeserien, unter anderem von Venedig, New York, Berlin, Florenz und Rom sowie immer wieder Paris, die er überwiegend im Stil des Magischen Realismus malte.
Das Porträt und das Selbstporträt sind in seinem gesamten Werk immer wieder zu finden. Später kommen zudem grafische Zyklen sowie religiöse Themen hinzu. So fertigte Birga unter anderem Auftragsarbeiten für verschiedene Kirchen an, wie die Ausführung des Kreuzwegs in der Stiftskirche St. Quiriace in Provins oder das Triptychon „Tous Saints“ für die Basilika Notre-Dame-des-Victoires in Paris. Die beiden genannten Werke wurden in die Pariser Kirche Saint-Georges de la Villette im 19. Arrondissement verlegt und dort zusammengefasst.
In seinen letzten Gemälden dokumentierte Sergio Birga aktuelle Ereignisse, wie unter anderem den Brand von Notre-Dame am 15. und 16. April 2019 in Paris von seinem Atelier aus oder ab 2020 die Corona-Pandemie und die damit einhergehenden Auswirkungen auf den Alltag der Menschen.
Sergio Birga starb am 26. August 2021 im französischen Cannes. Beigesetzt wurde er auf dem Friedhof von Châtenay-Malabry (Hauts-de-Seine) bei Paris. Sein Werk wird verwaltet von seiner Witwe Annie Birga.

## Bekanntschaft mit deutschen Expressionisten
In den Jahren 1965, 1966 und 1976 reiste Sergio Birga nach Deutschland und in die Schweiz, wo er für ihn wegweisende Bekanntschaften mit den expressionistischen Künstlern Erich Heckel, Ludwig Meidner, Oskar Kokoschka sowie insbesondere mit Otto Dix machte. Seine frühen Arbeiten sind stark beeinflusst vom Expressionismus und zeichnen sich durch intensive Farben und kraftvolle Formen aus. Ein Selbstbildnis von 1966 zeigt Sergio Birga mit ernstem Blick und Pinseln in der Hand haltend vor seinen künstlerischen Vorbildern („Autoritratto vacanze fiorentine“, 1966, Galerie Anna-Tschopp, Marseille). Später lernte er in Paris Conrad Felixmüller kennen und besuchte diesen Mitte der 1970er-Jahre in seinem Atelier in West-Berlin. Sowohl zu Otto Dix als auch zu Conrad Felixmüller pflegte Birga ein freundschaftliches Verhältnis, das durch engen Briefkontakt bezeugt wird. Auch gegenseitige Porträts sowie Studien illustrieren Birgas enge Verbindung zu den zwei deutschen Malern.
1976 porträtierte Felixmüller Birga und dessen Frau Annie während eines Besuchs im West-Berliner Atelier des Künstlers („Portrait du peintre Sergio Birga et de sa femme Annie“, 1976, Privatbesitz). Conrad Felixmüller vermittelte 1976 zudem Sergio Birgas erste Einzelausstellung in Deutschland in der Kölner Galerie Jean-Pierre Lavignes.

## Ausstellungen
Einzelausstellungen (Auswahl)
- 1974: Studio Inquadrature, Florenz
- 1975: Galleria Trifalco, Rom
- 1976: Galerie Jean-Pierre Lavignes, Köln
- 1981: Galleria Il Narciso, Rom
- 1991: Ken’s Art Gallery, Florenz
- 1994: Librairie-Galerie L´Atelier, Paris
- 2006: Galerie La Hune-Brenner, Paris „Gravures our la revue Munc“
- 2007: Villa Tamaris Centre d’Art, La Seyne-sur-Mer, „Retrospektive 1959–2007“
- 2009: Institut Francais de Dresde, „Xylographies – Holzschnitte“
- 2012: Galerie Anna Tschopp, Marseille, „Pierres noires“
- 2017: Galerie Saphir, Paris, „Variations sur Franz Kafka“
- 2022: Galerie Saphir, Paris, „Sergio Birga. Vita & Xilografia“

Gruppenausstellungen (Auswahl)
- 1966: La Case d´Art, Paris, „Engagement dans l´art moderne“
- 1968: Palazzo Comunale, Trivoli (Rom), „Artistes italiens de Paris“
- 1973: Medborgarskolan, Göteborg, „4 Konstnarer fran Paris“
- 1977: Musée d’Art Moderne de la ville de Paris, „Mythologies Quotidiennes 2“ (ARC)
- 1979: Société Olivetti, Paris, „Estampes contemporaines italiennes en France“
- 1989: Prefectural Gallery, Kanagawa (Japan) „Exposition internationale de gravure“
- 1989: Institut français de Florence, Florenz, „Bicentenaire de la Révolution Française“, Drection Daniel Arasse
- 1996: Pavillon Mestrovic, Zagreb (Kroatien); Musée d’art moderne, Dubrovnik, Kroatien
- 2002: Musée du Montparnasse, Paris, „Métamorphoses de Kafka“
- 2009: Galerie Kh15, Berlin, „Revue Nunc“
- 2011: Musée Carnavalet, Paris, „Les Halles de Baltard, métiers du jour et de la nuit“

## Museen und öffentliche Sammlungen mit Werken Sergio Birgas (Auswahl)
- Bibliothèque Nationale, Paris
- Biblioteca Nazionale, Florenz
- Centre Culturel De Malakoff, Malakoff (Frankreich)
- Sammlung der Villa Tamaris, La Seyne-sur-Mer, Frankreich
- F.N.A.C. (Fond National D’art Contemporain), Paris
- Fondazione Tito Balestra, Longiano (Fc), Italien
- Kunsthistorisches Institut, Florenz
- Lindenau-Museum, Altenburg
- Musée Carnavalet, Paris
- La Contemporaine, Nanterre, Frankreich
- Musée Du Vivant (Musée International Sur L’écologie), Paris
- Nationalmuseum von Bangladesch, Dhaka
- Museo D’arte Delle Generazioni Italiane Del 900 G.Bargellini, Pieve di Cento, Italien
- Nationalmuseum für moderne und zeitgenössische Kunst, Séoul
- Museo Rodolfo Valentino, Castellaneta, Rom
- Vatikanische Museen, Rom
- Théâtre Gérard Philippe De Frouard, Nancy